# Lamprosema ferrestincta
Lamprosema ferrestincta là một loài bướm đêm trong họ Crambidae.